# Warner Poelchau

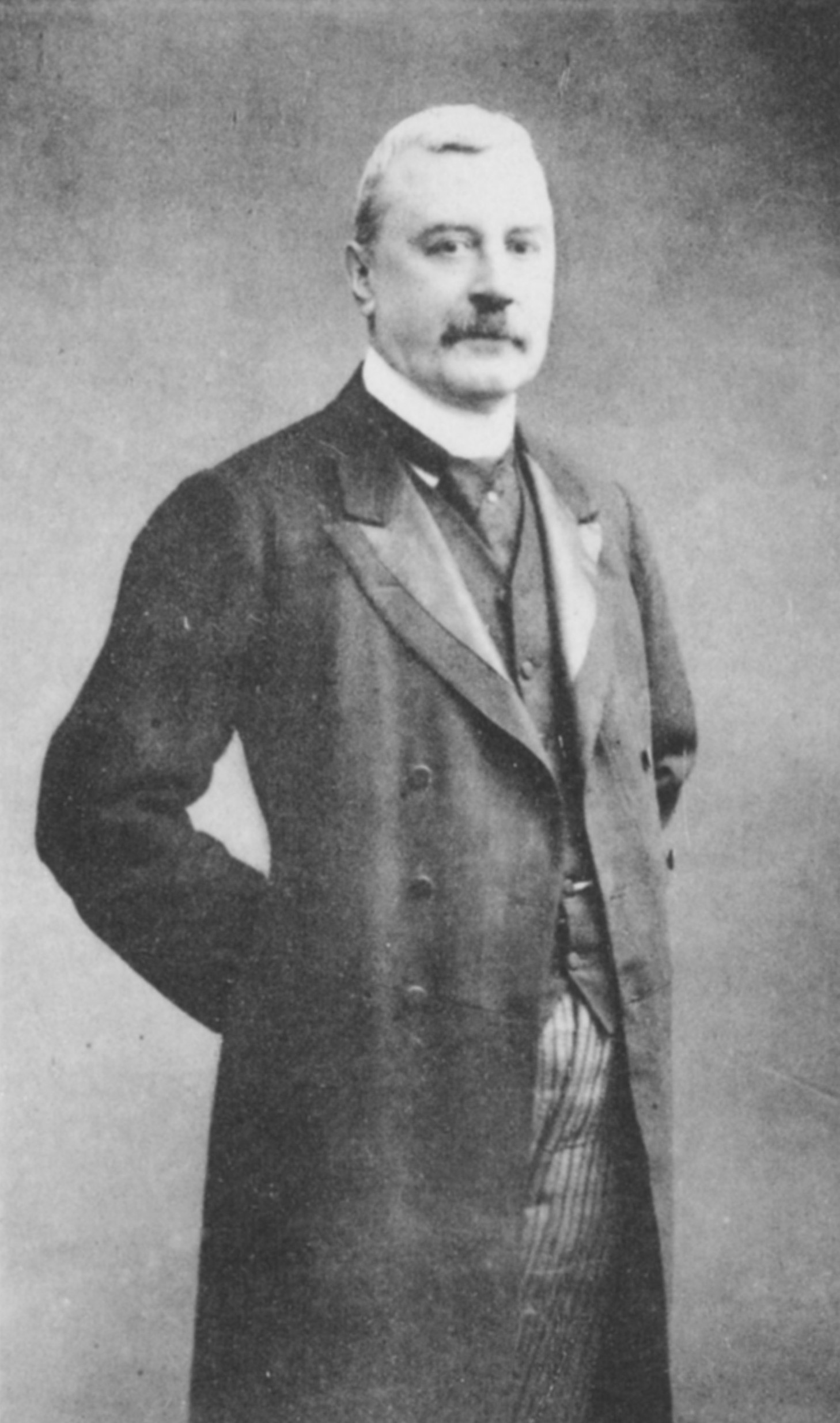
Warner Poelchau

Warner Poelchau 1874 als Student in Göttingen

Martin Eduard Warner Poelchau (* 4. Mai 1852 in Hamburg; † 20. Mai 1922 in Bad Eilsen) war ein deutscher Kaufmann und Abgeordneter der Hamburger Bürgerschaft. 

## Leben
Poelchau war der Sohn des Rechtsanwalts und späteren Oberlandesgerichtsrates am Hanseatischen Oberlandesgericht Hermann Poelchau. Er besuchte die Gelehrtenschule des Johanneums bis zum Abitur. Danach studierte er Rechtswissenschaften in Bonn, hier als Mitglied des Corps Palatia, in Jena als Mitglied des Corps Guestphalia und zuletzt in Göttingen, wo er Mitglied des Corps Hannovera wurde. Nach den Staatsexamen trat er eine erste Stelle bei der Staatsanwaltschaft bei dem Landgericht Hamburg an. Er wurde dann Direktor der Anglo-Deutschen Bank in Hamburg und nach deren Übernahme 1892 Mitglied der Direktion der Dresdner Bank. 1911 gründete er die Firma Poelchau & Schröder. Diese übernahm die Vertretung des in London ansässigen Geldhauses J. Henry Schröder & Co. in Hamburg und im Deutschen Reich.
Poelchau war Oberleutnant der Reserve des Grenadier-Regiments „König Friedrich III.“ (2. Schlesisches) Nr. 11. Er war Mitglied verschiedener Aufsichtsräte, wie bei der Deutsch-Westafrikanischen Handelsgesellschaft oder der Neuen Assekuranzgesellschaft in Hamburg. Auch dem Aufsichtsrat des Deutschen Schauspielhauses und der 1761 gegründeten Gesellschaft "Einigkeit" gehörte er an. Von 1902 bis 1910 war Poelchau Mitglied der Hamburger Bürgerschaft.
Er war verheiratet mit Ragna Schroeder, Tochter des Hamburger Senators Octavio Schroeder und hatte mit ihr sechs Kinder. Der Hamburger Rechtsanwalt Harald Poelchau war sein jüngerer Bruder.